# Antoine Hastoy
Antoine Hastoy (Bayonne, 4 giugno 1997) è un rugbista a 15 francese, mediano d'apertura per La Rochelle, club con cui si è laureato campione d'Europa nel 2023.

## Biografia
Appassionato di rugby fin dalla prima infanzia, ma impossibilitato a praticarlo per ragioni d'età, ripiegò inizialmente su ginnastica, nuoto e judo, per poi passare a 6 anni nelle giovanili del Billère ASPTT Lescar; a 14 anni si trasferì con la famiglia a Garlin, nei Pirenei Atlantici, ed entrò nelle giovanili del Pau.
Con la squadra pirenaica esordì in campionato nel maggio 2016 riuscendo anche a trovare spazio all'apertura, benché inizialmente limitato nel ruolo dalla presenza del neozelandese Colin Slade; fu solo nel 2018 che disputò il suo primo incontro da titolare, cui fece seguito, a fine stagione, anche il rinnovo di contratto fino al 2023.
Le sue positive prestazioni in campionato lo misero in luce anche in ottica internazionale, tanto da venir considerato, nel luglio 2021, per il tour francese nel Pacifico, nel corso del quale esordì a Brisbane contro l'Australia; due mesi dopo, all'inizio della sua penultima stagione sotto contratto per Pau, annunciò il suo proposito di trasferirsi a La Rochelle nel 2022 avvalendosi di una clausola che gli permetteva di rescindere l'accordo con Pau con una stagione d'anticipo.
Alla prima stagione nel suo nuovo club, nel frattempo laureatosi campione d'Europa, raggiunse la finale di campionato poi persa contro Tolosa e contribuì alla seconda vittoria consecutiva di Champions Cup imponendosi anche come miglior realizzatore stagionale di punti del torneo.

## Palmarès
- Champions Cup: 1
La Rochelle: 2022-23